# Cow wallpaper
El Cow wallpaper (en català, el Fons de vaca) és una obra d'Andy Warhol va ser el primer d'una sèrie de dissenys de fons que va crear entre anys seixanta i els anys vuitanta. Una part de l'obra de Warhol ha estat descrita com a Keatonesque.
Segons Warhol, la inspiració pel tema de vaca li va provenir del comerciant d'art Ivan Karp:
| «             | "Una vegada em va dir, 'Per què no pintes algunes vaques, són tan meravellosament pastorals i una imatge tan duradora en la història dels arts.' (Ivan va parlar així.) No sé com de 'pastoral' esperava que les fes, però quan va veure els enormes caps de vaca — rosa brillant en un fons groc brillant — que anava a tenir fet en rotlles de paper de paret, es va impressionar. Però després que d'un moment va explotar amb: 'són super-pastoral! Són ridícules! Són abrasadorament brillants i vulgars!' Vull dir, li van encantar aquelles vaques i per la meva següent exposició va empaperar la galeria amb ells." | » |
| — Andy Warhol | |   |